# Wimbledon Hockey Club

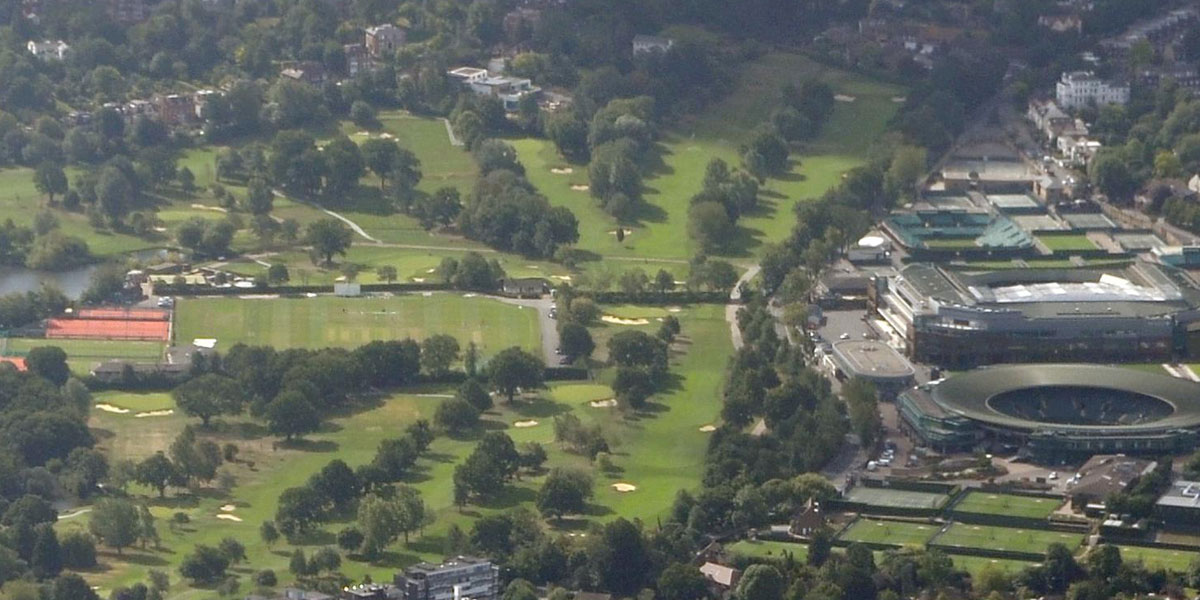
Das Vereinsgelände links im Bild, rechts das Tennisstadion von Wimbledon.

Der Wimbledon Hockey Club ist ein 1883 gegründete Hockeyverein aus dem gleichnamigen südwestlichen Londoner Stadtteil. Anfangs spielte der Club am Rand des Wimbledon Common, einer großen Grünfläche westlich des Ortes. Er schloss sich Ende des 19. Jahrhunderts dem bereits seit 1854 bestehenden  The Wimbledon Cricket Club an, der sich inzwischen in The Wimbledon Club umbenannte, wo als weitere Sportarten Tennis, Cricket und Squash angeboten werden.
Das rund 3,5 ha große Clubgelände umfasst ein Cricketfeld, 15 Tennisplätze und ein Naturrasenhockeyplatz und befindet sich an der Church Road in Wimbledon gegenüber dem All England Lawn Tennis and Croquet Club. Des Weiteren nutzt der Wimbledon HC zwei Kunstrasenhockeyplätze in New Malden. Der in Marine und Bordeaux spielende Club ist nicht nur einer der ältesten Hockeyvereine der Welt, sondern auch der drittgrößte Hockeyverein Englands. Neben neun Herren- und sieben Damenteams gibt es rund 600 Jugendliche und Kinder als Mitglieder. In der Entwicklung der Hockeyregeln spielte der Club eine wichtige Rolle, gelten die Wimbledon Rules  als erstes allgemein anerkanntes Regelwerk.

## Damen
Die als Wimbledon LHC antretenden Damen wurden 1889 gegründet und gelten als ältestes Hockeydamenteam der Welt. Nach vielen Jahren Zugehörigkeit zu Ligen der regionalen South Clubs' Women's Hockey League stieg das Team 2012 in die zweitklassigen Conference East auf.
| Saison                                                              | Liga                | Platz  | Punkte | Anmerkung |
| ------------------------------------------------------------------- | ------------------- | ------ | ------ | --------- |
| 2006/07                                                             | SCWHL Division 1    | 9./10  | 15     |           |
| 2007/08                                                             | SCWHL Division 1    | 6./10  | 29     |           |
| 2008/09                                                             | SCWHL Division 1    | 10./10 | 14     | Abstieg   |
| 2009/10                                                             | SCWHL Division 2    | 5./10  | 26     |           |
| 2010/11                                                             | SCWHL Division 2    | 2./10  | 41     | Aufstieg  |
| 2011/12                                                             | SCWHL Division 1    | 1./10  | 45     | Aufstieg  |
| 2012/13                                                             | EHL Conference East | 6./10  | 28     |           |
| 2013/14                                                             | EHL Conference East | 5./10  | 22     |           |
| 2014/15                                                             | EHL Conference East | 4./10  | 32     |           |
| 2015/16                                                             | EHL Conference East | 2./10  | 33     |           |
| SCWHL=South Clubs' Women's Hockey League, EHL=England Hockey League |                     |        |        |           |

Wimbledon Ladies im Jahr 1890

In der Saison 2015/16 schloss Wimbledon auf Position 2 ab und verpasste somit knapp die Aufstiegsrunde zur Premier League.

## Herren
| Saison                                             | Liga                          | Platz  | Punkte | Anmerkung          |
| -------------------------------------------------- | ----------------------------- | ------ | ------ | ------------------ |
| 2006/07                                            | SHL Premier League Division 2 | 12./12 | 10     | Abstieg            |
| 2007/08                                            | Hampshire/Surrey - Regional   | 1./12  | 56     | Aufstieg           |
| 2008/09                                            | SHL Premier League Division 2 | 1./12  | 52     | Aufstieg           |
| 2009/10                                            | SHL Premier League            | 1./12  | 54     | Aufstieg           |
| 2010/11                                            | EHL Conference East           | 6./10  | 22     |                    |
| 2011/12                                            | EHL Conference East           | 3./10  | 36     |                    |
| 2012/13                                            | EHL Conference East           | 1./10  | 41     | Aufstieg           |
| 2013/14                                            | EHL Premier League            | 6./10  | 46     |                    |
| 2014/15                                            | EHL Premier League            | 3./10  | 44     | Englischer Meister |
| 2015/16                                            | EHL Premier League            | 4./10  | 40     | Englischer Meister |
| SHL=South Hockey League, EHL=England Hockey League |                               |        |        |                    |

Die Herren sind seit der Saison 2013/14 Mitglied der England Hockey League Premier Division, der höchsten englischen Hockeyliga. Die Debütsaison schloss man auf Mittelfeldposition 6 ab. In den Saisons 2014/15 wurde das Team Dritter der Hauptrunde und erreichte somit das Halbfinale der englischen Meisterschaft. Dort setzte sich Wimbledon gegen den Surbiton HC mit 2:0 durch. Im Finale konnte durch den Sieg gegen den Hauptrundenersten East Grinstead HC der erste Englische Meistertitel der Vereinsgeschichte errungen werden. Außerdem qualifizierte sich Wimbledon damit 2015/16 erstmals für die Euro Hockey League, verloren aber bereits ihr Auftaktspiel, das Achtelfinale, gegen den späteren Finalisten Amsterdammer H&BC mit 1:3. Auf nationaler Ebene konnte 2015/16 die Meisterschaft erfolgreich verteidigt werden. Nach der Hauptrunde auf Position 4 liegend, setzte sich Wimbledon in den Halbfinal- und Finalspielen gegen Holcombe HC und Reading HC durch.
Erfolge
- Englischer Feldhockeymeister der Herren: 2015, 2016

| Europapokalbilanz Herren Feld | Europapokalbilanz Herren Feld | Europapokalbilanz Herren Feld | Europapokalbilanz Herren Feld | Europapokalbilanz Herren Feld |
| ----------------------------- | ----------------------------- | ----------------------------- | ----------------------------- | ----------------------------- |
| Jahr                          | Wettbewerb                    | Niveau                        | Platz                         | Ort                           |
| 2016                          | Euro Hockey League            | 1                             | AF                            | Amstelveen                    |
| 2017                          | Euro Hockey League            | 1                             | 4                             | Brasschaat                    |
| 2018                          | Euro Hockey League            | 1                             | VR 24                         | Barcelona                     |
| 2019                          | Euro Hockey League            | 1                             | VR 24                         | Barcelona                     |